# Glypta ciliata
Glypta ciliata là một loài tò vò trong họ Ichneumonidae.